# Perdut en el temps
Perdut en el temps (títol original: Being Human) és una pel·lícula estatunidenca de Bill Forsyth estrenada l'any 1994, amb Robin Williams en el paper principal. Ha estat doblada al català.

## Argument
L'existència humana relatada a través del personatge de Hector, transposada a divers llocs i a diferents èpoques: Conjunt de relats que tracten de mostrar com l'home a través de la història ha buscat sempre l'amor, la felicitat i el progrés. Els protagonistes dels diferents episodis seran un home de les cavernes, un esclau, un guerrer, un explorador i un home modern divorciat.

## Crítica
"Simpàtic entreteniment una mica per sota del, al principi, intel·ligent plantejament. A estones divertida, d'altres no tant, una interessant i irregular comèdia al servei d'un Williams deixat anar."

## Repartiment
- Robin Williams: Hector
- Kelly Hunter: Deirdre
- Maudie Johnson: Noi
- Max Johnson: Noia
- Robert Carlyle: sacerdot
- Eoin McCarthy: Líder
- Irvine Allen: Atacant
- Iain Andrew: Atacant
- Robert Cavanah: Atacant
- Tony Curran: Atacant
- Andrew Flanagan: Atacant
- Seamus Gubbins: Atacant
- Iain McAleese: Atacant
- David McGowan: Atacant
- Gavin Mitchell: Atacant
- Michael Nardone: Atacant
- Brian O'Malley: Atacant
- Paul Riley: Atacant
- John Turturro: Lucinnius
- Grace Mahlaba: Thalia
- Danny Kanaber: Gallus
- Bill Nighy: Julian
- Jim Hooper: esclau de Julian
- Robin Hooper: esclau de Julian
- Simon McBurney: Hermas
- Vivienne Ritchie: Dalmia
- David Morrissey: Home de Cyprion
- Andrew Tiernan: Home de Cyprion
- Sam Guttman: Mariner
- Anna Galiena: Beatrice
- Vincent D'Onofrio: sacerdot
- Ewan McGregor: Alvarez